# Amel Bouderra
Amel Bouderra (Mulhouse, 26 de março de 1989) é uma basquetebolista profissional francesa.

## Carreira
Bouderra integrou a Seleção Francesa de Basquetebol Feminino nos Jogos Olímpicos Rio 2016, ficando na quarta coloação.